# 南淡路市
南淡路市（日语：／ Minamiawaji shi */?）是位於日本兵庫縣南部淡路島上最南端的城市，東為紀伊水道，西臨播磨灘，南側以鳴門海峽與德島縣相隔，其人口與面積都是在淡路島中最大的行政區劃。
南淡路市屬於瀨戶內海式氣候，氣候溫和，夏季少雨。因此市內水庫較多。轄區北側、西側和東南側為山區，其中東側有淡路島內最高峰諭鶴羽山，主要市區位於中間區域的三原平原，東側外海另有沼島也屬於本市轄區。
市內的特產品牌包括淡路牛奶及淡路牛肉。

## 人口
| 南淡路市人口分布圖 |                                                 |  |
| 南淡路市與日本全國年齡別人口分布比較圖 （2005年資料） | 南淡路市的年齡、男女別人口分布圖 （2005年資料） |  |
| ■紫色是南淡路市 ■綠色是全国 | ■藍色是男性 ■紅色是女性                         |  |
| 南淡路市人口變化 \| 1970年 \| 58,072人 \| \| \| 1975年 \| 57,813人 \| \| \| 1980年 \| 57,744人 \| \| \| 1985年 \| 57,690人 \| \| \| 1990年 \| 57,526人 \| \| \| 1995年 \| 56,664人 \| \| \| 2000年 \| 54,979人 \| \| \| 2005年 \| 52,283人 \| \| \| 2010年 \| 49,834人 \| \| \| 2015年 \| 46,912人 \| \| \| 2020年 \| 44,137人 \| \| |                                                 |  |
| 資料來源：日本總務省統計中心提供之人口普查數據 |                                                 |  |
| 1970年 | 58,072人                                        |  |
| 1975年 | 57,813人                                        |  |
| 1980年 | 57,744人                                        |  |
| 1985年 | 57,690人                                        |  |
| 1990年 | 57,526人                                        |  |
| 1995年 | 56,664人                                        |  |
| 2000年 | 54,979人                                        |  |
| 2005年 | 52,283人                                        |  |
| 2010年 | 49,834人                                        |  |
| 2015年 | 46,912人                                        |  |
| 2020年 | 44,137人                                        |  |

## 歷史
現在的轄區在過去屬於三原郡，1889年日本實施町村制時，分屬廣田村、倭文村、松帆村、湊村、津井村、阿那賀村、伊加利村、志知村、榎列村、八木村、市村、神代村、賀集村、福良町、北阿萬村、阿萬村、灘村、沼島村，共1町17村。
經過1950年代昭和大合併後，整個地區被整併為綠町、西淡町、三原町、南淡町四個町；平成大合併中，這四個町於2005年1月11日再次合併為現在的南淡路市。

### 變遷表
| 1889年4月1日 | 1889年-1926年 | 1926年-1944年       | 1944年-1954年       | 1954年-1989年       | 1954年-1989年           | 1954年-1989年        | 1989年-現在            | 現在                   |
| ------------ | ------------- | ------------------- | ------------------- | ------------------- | ----------------------- | -------------------- | ---------------------- | ---------------------- |
| 松帆村       | 松帆村        | 松帆村              | 松帆村              | 松帆村              | 1957年7月1日 西淡町     | 1957年7月1日 西淡町  | 2005年1月11日 南淡路市 | 2005年1月11日 南淡路市 |
| 湊村         | 湊村          | 1927年9月1日 湊町   | 1927年9月1日 湊町   | 1927年9月1日 湊町   | 1957年7月1日 西淡町     | 1957年7月1日 西淡町  | 2005年1月11日 南淡路市 | 2005年1月11日 南淡路市 |
| 津井村       |               |                     |                     |                     | 1957年7月1日 西淡町     | 1957年7月1日 西淡町  | 2005年1月11日 南淡路市 | 2005年1月11日 南淡路市 |
| 阿那賀村     |               |                     |                     |                     | 1957年7月1日 西淡町     | 1957年7月1日 西淡町  | 2005年1月11日 南淡路市 | 2005年1月11日 南淡路市 |
| 伊加利村     |               |                     |                     |                     | 1957年7月1日 西淡町     | 1957年7月1日 西淡町  | 2005年1月11日 南淡路市 | 2005年1月11日 南淡路市 |
| 志知村       |               |                     |                     |                     | 1957年7月1日 西淡町     | 1957年7月1日 西淡町  | 2005年1月11日 南淡路市 | 2005年1月11日 南淡路市 |
| 福良町       | 福良町        | 福良町              | 福良町              | 福良町              | 1955年4月29日 南淡町    | 1955年4月29日 南淡町 | 2005年1月11日 南淡路市 | 2005年1月11日 南淡路市 |
| 賀集村       | 賀集村        | 賀集村              | 賀集村              | 1955年4月7日 南淡町 | 1955年4月29日 南淡町    | 1955年4月29日 南淡町 | 2005年1月11日 南淡路市 | 2005年1月11日 南淡路市 |
| 北阿萬村     |               |                     |                     | 1955年4月7日 南淡町 | 1955年4月29日 南淡町    | 1955年4月29日 南淡町 | 2005年1月11日 南淡路市 | 2005年1月11日 南淡路市 |
| 阿萬村       | 阿萬村        | 1934年4月1日 阿萬町 | 1934年4月1日 阿萬町 | 1955年4月7日 南淡町 | 1955年4月29日 南淡町    | 1955年4月29日 南淡町 | 2005年1月11日 南淡路市 | 2005年1月11日 南淡路市 |
| 灘村         |               |                     |                     | 1955年4月7日 南淡町 | 1955年4月29日 南淡町    | 1955年4月29日 南淡町 | 2005年1月11日 南淡路市 | 2005年1月11日 南淡路市 |
| 沼島村       |               |                     |                     |                     | 1955年4月29日 南淡町    | 1955年4月29日 南淡町 | 2005年1月11日 南淡路市 | 2005年1月11日 南淡路市 |
| 榎列村       | 榎列村        | 榎列村              | 榎列村              | 1955年4月3日 三原町 | 1955年4月3日 三原町     | 三原町               | 2005年1月11日 南淡路市 | 2005年1月11日 南淡路市 |
| 八木村       |               |                     |                     | 1955年4月3日 三原町 | 1955年4月3日 三原町     | 三原町               | 2005年1月11日 南淡路市 | 2005年1月11日 南淡路市 |
| 市村         |               |                     |                     | 1955年4月3日 三原町 | 1955年4月3日 三原町     | 三原町               | 2005年1月11日 南淡路市 | 2005年1月11日 南淡路市 |
| 神代村       |               |                     |                     | 1955年4月3日 三原町 | 1955年4月3日 三原町     | 三原町               | 2005年1月11日 南淡路市 | 2005年1月11日 南淡路市 |
| 倭文村       | 倭文村        | 倭文村              | 倭文村              | 倭文村              | 1957年6月1日 併入三原町 | 三原町               | 2005年1月11日 南淡路市 | 2005年1月11日 南淡路市 |
| 倭文村       | 倭文村        | 倭文村              | 倭文村              | 倭文村              | 1957年7月10日 綠村      |                      | 2005年1月11日 南淡路市 | 2005年1月11日 南淡路市 |
| 廣田村       | 廣田村        | 廣田村              | 廣田村              | 廣田村              | 1960年4月1日 綠町       |                      | 2005年1月11日 南淡路市 | 2005年1月11日 南淡路市 |
| 廣田村       | 廣田村        | 廣田村              | 廣田村              | 廣田村              | 1957年7月5日 併入洲本市 |                      |                        |                        |

## 交通
過去曾經有淡路鐵道可連結南淡町、三原町、綠町並通往洲本市；但此段鐵路已於1966年停止營運。
現市內主要交通依靠公路運輸，神戶淡路鳴門自動車道由北往南通過市區，並設有綠休息區、西淡三原交流道、淡路島南交流道，可往北接往本州或往南進入四國。除高速道路外，也有國道28號南北向通過轄區。

## 名勝古蹟

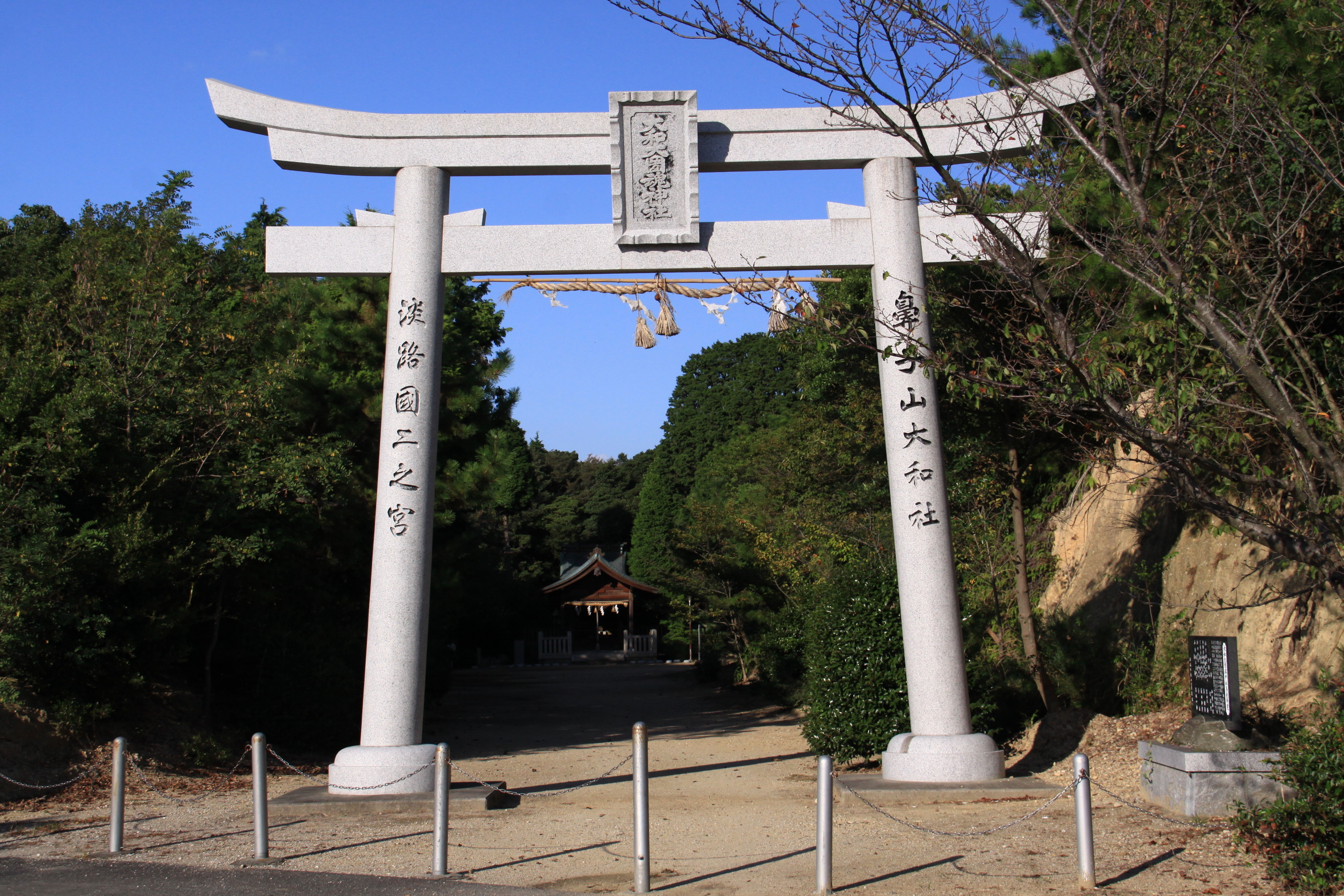
大和大國魂神社

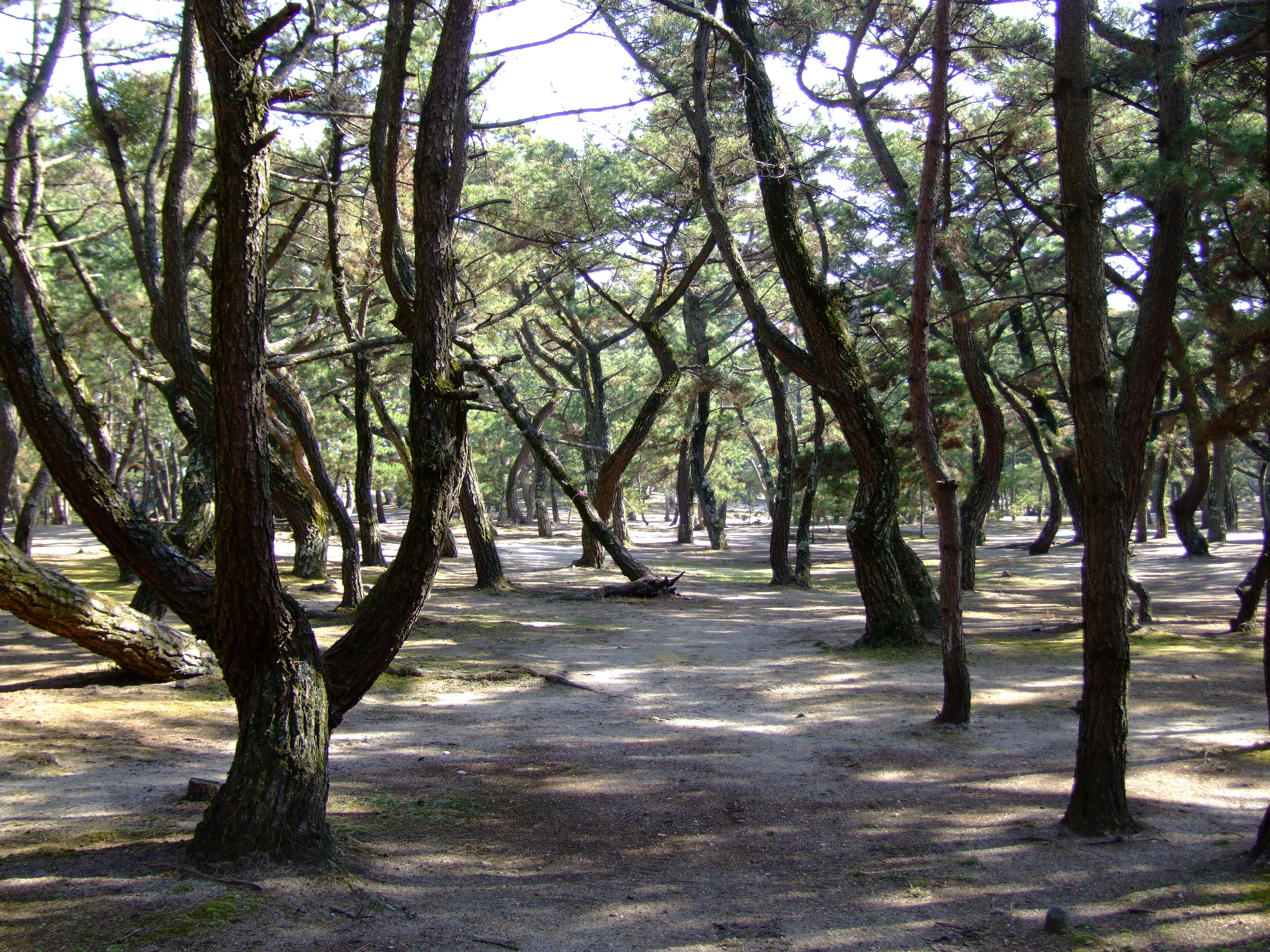
慶野松原

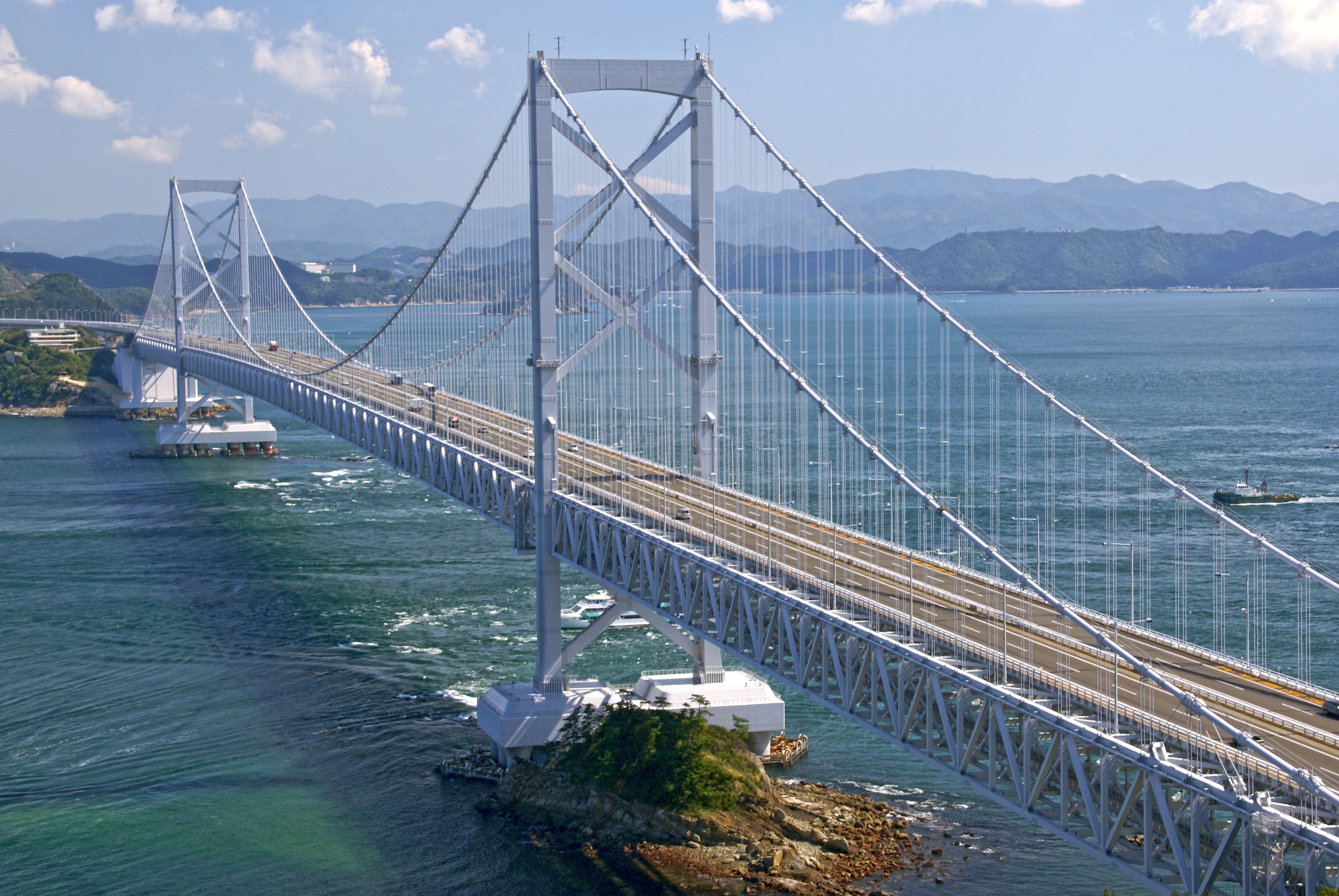
鳴門海峽和大鳴門橋

- 大和大國魂神社（日语：大和大国魂神社）
- 自凝島神社（日语：自凝島神社）
- 淡路國分寺（日语：淡路国分寺）
- 護国寺
- 淳仁天皇陵
- 諭鶴羽神社（日语：諭鶴羽神社）
- 慶野松原（日语：慶野松原）
- 鳴門海峽
- 大鳴門橋
- 南淡路市瀧川紀念美術館玉青館（日语：南あわじ市滝川記念美術館玉青館）
- 淡路島牧場（日语：淡路島酪農農業協同組合）
- 灘黑岩水仙鄉（日语：灘黒岩水仙郷）

## 教育
大學
- 吉備國際大學（日语：吉備国際大学）地域創成農學部
- 神戶大學海事科學部國際海事教育研究中心淡路海洋實習施設

## 姊妹、友好城市

### 日本
- 新日高町（北海道日高郡）
- 葛卷町（岩手縣岩手郡）
- 糸魚川市（新潟縣）
- 大野市（福井縣）
- 平取町（北海道沙流郡）

### 海外
- 塞萊納（美國俄亥俄州麥色郡）

## 本地出身之名人
- 興津和幸：聲優
- 加地亮：足球選手
- 藤岡幹大：吉他手、作曲家

## 外部連結
- （日語） 南淡路市的X（前Twitter）
- （日語）南淡路市的Facebook專頁
- OpenStreetMap上有關南淡路市的地理